# Església de Sant Pius X (Todoque)
L'església de Sant Pius X va ser un temple catòlic situat en Todoque, La Palma (Canàries, Espanya). El santuari, construït el 1954 i desaparegut durant una erupció volcànica a 2021, va ser el primer del món dedicat a papa Pius X.

## Descripció

### Exterior
L'església, erigida durant la postguerra pels mateixos habitants de la localitat i emplaçada en un terreny donat per un veí de la zona, presentava una senzilla façana enquadrada en l'estil arquitectònic popular canari, encara que amb clara influència mudèjar. Construïda a força de maó, el mur frontal posseïa un petit sortint amb una forma lleugerament similar a un trapezi, mentre que l'entrada, en arc de mig punt, es trobava situada sota una rosassa de senzilla factura i una porxada amb sostre inclinat i coberta de teula àrab sostingut per quatre columnes de base rectangular recolzades sobre pronunciades bases i coronades per capitells d'ordre toscà. De sostre a dues aigües amb destacats contraforts i finestres recercades, a l'esquerra de la façana principal se situava el campanar, de planta quadrada i dos cossos amb balconada, rellotge i una cúpula cònica amb base octogonal coronada per una creu. A l'esquerra de la porta d'entrada destacava una petita placa amb la següent inscripció:
| « | PRIMER TEMPLO DEL ORBE CATOLICO DEDICADO A LA ADVOCACIÓN DEL GRAN PONTÍFICE DE LA EUCARISTIA | » |

| « | PRIMER TEMPLE DE L'ORBE CATÒLIC DEDICAT A L'ADVOCACIÓ DEL GRAN PONTÍFEX DE L'EUCARISTIA | » |

### Interior
L'interior, de planta rectangular i una sola nau, presentava sòl escacat i sostre revestit de fusta. De gran simplicitat ornamental, la capella major, decorada amb un retaule, tenia planta rectangular i es trobava emplaçada després d'un arc de mig punt sostingut per columnes embotides de base quadrada. Per la seva banda, el retaule major constava d'un cos amb tres carrers, banc i àtic, tot això fet de fusta policromada i marbrejada. La fornícula central, en arc escarser i emmarcada per pilastres, albergava una talla de Crist crucificat de gran patetisme, mentre que les laterals, en arc de mig punt i avenerades, posseïen la meitat de la mida del nínxol central i mostraven una talla de la Mare de Déu del Carme la de l'esquerra i una imatge monocromàtica de majors dimensions del papa Pius X la de la dreta. Entre les fornícules laterals i l'àtic destacaven frisos dels quals presentaven, a esquerra i dreta respectivament, la lletra M i un escut, emmarcats per pilastres a l'igual que els nínxols laterals i separats d'aquests per simples cornises. L'àtic, voltat per aletons i pinacles i coronat per un frontó triangular, mostrava les imatges pictòriques de Déu Pare, Jesús i l'Esperit Sant sota forma de colom, conformant la iconografia de la Santíssima Trinitat.

## Destrucció
El 19 de setembre de 2021 es va iniciar una erupció a la pineda denominada Cabeza de Vaca (Cap de Vaca), al municipi d'El Paso, quedant el temple aquell mateix dia dins el perímetre de seguretat establert per les autoritats. En el transcurs de les setze hores posteriors es van produir tres colades de lava les quals van arribar a aconseguir una altura de sis metres. Cap a les 14:00 hores de l'21 de setembre la colada principal havia arribat a la localitat de Todoque a una velocitat d'aproximadament 120 metres per hora, motiu pel qual es va procedir a la retirada de diversos elements de l'mobiliari de l'església, com imatges, quadres, objectes litúrgics i relíquies, no podent desmuntar el retaule, el qual va resultar destruït a l'igual que els bancs. Després d'un període d'alentiment (quatre metres per hora), la colada es va reactivar aconseguint una velocitat mitjana pròxima a de 100 metres per hora, sobrepassant el barri de Todoque i discorrent prop de 150 metres cap a l'oest de centre del nucli poblacional. Afectat per la lava, a les 17:55 hores de el 26 de setembre el campanar de el temple va col·lapsar sobre si mateix, esdeveniment emès en directe pel programa Conexión BTC (Connexió BTC) de Ràdio Televisió Canària i registrat igualment per diversos videoaficionats.